# Крајнсен
Крајнсен (њем. Kreiensen) општина је у њемачкој савезној држави Доња Саксонија. Једно је од 12 општинских средишта округа Нортхајм. Према процјени из 2010. у општини је живјело 7.151 становника. Посједује регионалну шифру (AGS) 3155008.

## Географски и демографски подаци
Крајнсен се налази у савезној држави Доња Саксонија у округу Нортхајм. Општина се налази на надморској висини од 104 метра. Површина општине износи 65,3 km². У самом мјесту је, према процјени из 2010. године, живјело 7.151 становника. Просјечна густина становништва износи 109 становника/km².

## Међународна сарадња
| Мјесто    | Држава   | Врста сарадње | Од    |
| --------- | -------- | ------------- | ----- |
| Визелбург | Аустрија | партнерство   | 1987. |
| Извор     |          |               |       |